# Skipá
Skipá är två floder som rinner genom byn Sørvágur på ön Vágar i Färöarna. Namnet kan översättas till Båtfloden. Båda floderna rinner i närheten av hamnen i Sørvág och därav namnet.